# Ettore Masetti
Ettore Masetti (Pistoia, 31 agosto 1896 – Genova, 19 novembre 1975) è stato un calciatore italiano, di ruolo attaccante.

## Carriera
Con la Novese disputò 19 gare con 8 gol nel campionato di Prima Divisione 1922-1923.
In prestito all'Alessandria in occasione della tournée che i grigi effettuarono in Spagna nell'estate del 1923, impreziosita da una sua marcatura, Masetti tornò alla Sestrese, con cui disputò i tornei cadetti del 1923-24 e del 1924-25.